# Rúnar Alex Rúnarsson
Rúnar Alex Rúnarsson (sinh ngày 18/2/1995) là một thủ môn người Iceland đang thi đấu cho câu lạc bộ Championship Cardiff City, mượn từ câu lạc bộ Premier League Arsenal. Anh gia nhập Arsenal từ Dijon FCO vào tháng 9 năm 2020 sau khi Emiliano Martínez chuyển tới Aston Villa F.C. Trước khi chơi cho Dijon, anh đã từng thi đấu cho FC Nordsjælland và Knattspyrnufélag Reykjavíkur.
Anh là con trai của Rúnar Kristinsson, người duy nhất từng ra sân hơn 100 trận cho Đội tuyển bóng đá quốc gia Iceland.
Anh từng được bình chọn là cầu thủ xuất sắc nhất mùa giải 2017-18 của FC Nordsjælland. Vào tháng 6 năm 2018, Rúnar chuyển tới Dijon theo một thỏa thuận 4 năm.
Vào ngày 21 tháng 9 năm 2020, Rúnar kí một bản hợp đồng có thời hạn 4 năm với CLB Arsenal. Anh sẽ khoác áo số 13 ở CLB.
Rúnar có lần đầu tiền ra sân thi đấu cho đội tuyển ở trận giao hữu gặp tuyển Séc vào ngày 9/11/2017. Trước đó, anh từng thi đấu cho các đội tuyển trẻ của Iceland.
Vào tháng 5 năm 2018, Rúnar có tên trong danh sách của đội tuyển Iceland tham dự Giải vô địch bóng đá thế giới 2018 được tổ chức ở Nga.

## Thống kê sự nghiệp

### Câu lạc bộ
Tính đến ngày 2 tháng 2 năm 2021
| Câu lạc bộ          | Mùa giải            | Giải đấu            | Giải đấu | Giải đấu | Cúp quốc gia | Cúp quốc gia | Cúp liên đoàn | Cúp liên đoàn | Khác | Khác | Tổng cộng | Tổng cộng |
| Câu lạc bộ          | Mùa giải            | Hạng                | Trận     | Bàn      | Trận         | Bàn          | Trận          | Bàn           | Trận | Bàn  | Trận      | Bàn       |
| ------------------- | ------------------- | ------------------- | -------- | -------- | ------------ | ------------ | ------------- | ------------- | ---- | ---- | --------- | --------- |
| KR Reykjavik        | 2013                | Úrvalsdeild         | 3        | 0        | 0            | 0            | —             | —             | 1    | 0    | 4         | 0         |
| FC Nordsjælland     | 2013–14             | Danish Superliga    | 0        | 0        | 0            | 0            | —             | —             | —    | —    | 0         | 0         |
| FC Nordsjælland     | 2014–15             | Danish Superliga    | 1        | 0        | 0            | 0            | —             | —             | —    | —    | 1         | 0         |
| FC Nordsjælland     | 2015–16             | Danish Superliga    | 3        | 0        | 0            | 0            | —             | —             | —    | —    | 3         | 0         |
| FC Nordsjælland     | 2016–17             | Danish Superliga    | 20       | 0        | 0            | 0            | —             | —             | —    | —    | 20        | 0         |
| FC Nordsjælland     | 2017–18             | Danish Superliga    | 36       | 0        | 0            | 0            | —             | —             | —    | —    | 36        | 0         |
| FC Nordsjælland     | Tổng cộng           | Tổng cộng           | 63       | 0        | 0            | 0            | —             | —             | 1    | 0    | 64        | 0         |
| Dijon               | 2018–19             | Ligue 1             | 25       | 0        | 4            | 0            | 1             | 0             | 1    | 0    | 31        | 0         |
| Dijon               | 2019–20             | Ligue 1             | 11       | 0        | 2            | 0            | 1             | 0             | —    | —    | 14        | 0         |
| Dijon               | Tổng cộng           | Tổng cộng           | 36       | 0        | 6            | 0            | 2             | 0             | 1    | 0    | 45        | 0         |
| Arsenal             | 2020–21             | Premier League      | 1        | 0        | 0            | 0            | 1             | 0             | 4    | 0    | 6         | 0         |
| Tổng cộng sự nghiệp | Tổng cộng sự nghiệp | Tổng cộng sự nghiệp | 100      | 0        | 6            | 0            | 3             | 0             | 6    | 0    | 115       | 0         |

### Quốc tế
Tính đến ngày 16 tháng 11 năm 2022
| Đội tuyển quốc gia | Năm       | Trận | Bàn |
| ------------------ | --------- | ---- | --- |
| Iceland            | 2017      | 1    | 0   |
| Iceland            | 2018      | 4    | 0   |
| Iceland            | 2020      | 2    | 0   |
| Iceland            | 2021      | 5    | 0   |
| Iceland            | 2022      | 8    | 0   |
| Tổng cộng          | Tổng cộng | 20   | 0   |